# Sophie Taeuber-Arp
Sophie Henriette Gertrude Taeuber conocida como Sophie Taeuber-Arp (Davos, Suiza, 19 de enero de 1889-Zúrich, 13 de enero de 1943), fue una interiorista, pintora, escultora, profesora y bailarina suiza. Está considerada una de las artistas dadaístas más importantes de su generación. Su obra, marcada por la geometría y el ritmo, abarca formatos bidimensionales (pinturas, obras sobre tela), tridimensionales (escultura, relieves) y las artes escénicas (danza, teatro). Diseñó tapices, construyó marionetas de madera, trabajó en interiorismo de casas y centros culturales. Es también conocida por esculpir en los años las "tête dadá" (cabezas dadá).

## Biografía
Nació en Davos el 19 de enero de 1889. Su padre, Emile Taeuber, farmacéutico, falleció en 1891. Su madre, Sophie Krüsi, era una mujer liberal abierta a las artes y a la sociedad de su tiempo, apoyó a Sophie para que en 1907 entrara en la Escuela de Artes y Oficios de St. Gallen donde estudió dos años. En 1910 frecuentó la Lehr- und Versuchs-Ateliers für angewandte und freie Kunst (Talleres de aprendizaje y de ensayo para las artes libres y aplicadas) en Munich a partir de 1910, y posteriormente en Hamburgo en la Kunstgewerbeschule en 1912 especializándose en diseño textil y escultura en madera en la escuela Debschitz. Estas escuelas de enseñanza polivalente y progresistas marcaron la orientación de su carrera. En un momento en el que la artesanía y las técnicas artesanales experimentaron una revalorización como alternativa a la producción industrial generalizada. 
En 1914 se instaló en Zúrich y se formó en danza expresiva.
Empezó diseñando tapices y fue en Zúrich, en la Exposición Internacional de Tapices Modernos en 1915 donde conoció a su compañero de trabajo y vida, el artista y poeta Jean Arp quien se convierte en su colaborador artístico y quien le presenta a algunos del los miembros del grupo dada, un movimiento antiburgués.
Ya en 1915 Taeuber pinta dibujos y gouaches estructurados de formas geométricas anticipándose al constructivismo. 
«Como la música, su arte toca la realidad más profunda. Cuando la conocí ya dividía la superficies de sus lienzos y acuarelas en cuadrados y rectángulos que yuxtaponía horizontal y perpendicularmente. Construía sus pinturas como obras de albañilería» explicó Arp años después.
Ambos formaron parte del movimiento dada de Zúrich y juntos empezaron a experimentar con collages abstractos y piezas bordadas que seguían determinados patrones,creando obras multimedia abstractas que llamaron "Duo-Collages" (1916-1918) empleando el color para crear ritmos visuales. Los primeros trabajos se basaron en la geometría y se considera influenciados por la experiencia de Sophie con el diseño textil.
En 1916 empieza a dar clases de diseño textil en la Escuela de Artes Aplicadas de  Zúrich siendo profesora hasta 1929. Este trabajo como profesora permitirá mantenerse a ella y Jean Arp durante más de una década.
1916 es también el año en el que empieza a estudiar danza moderna con el coreógrafo austríaco Rudolf Laban llegando a actuar en ocasiones con la bailarina alemana Mary Wigman en el Cabaret Voltaire, punto central de reunión de los dadaístas para sus amigos Tristan Tzara, Hugo Ball y Jean Arp con quien se casó en 1922. Además, diseñaba vestuarios, disfraces y ayudaba en la coreografía.
En 1918, Arp y Taeuber se unieron al grupo Das Neue Leben (La Nueva Vida) fundado por Marcel Janco y Fritz Baumann, cuyo objetivo fue integrar el arte abstracto en la vida cotidiana. Es también el año en el que el dramaturgo italiano Carlo Gozzi le encargó diseñar marionetas para su obra de teatro El rey ciervo. Es el momento en el que crea sus cabezas dadá de madera y con rostros pintados de gente que conocía, incluido su compañero Jean. Estos títeres dadaístas permanecieron durante casi 100 años en los archivos del Museo de Diseño de Zúrich.
En 1920, Sophie Taeuber expuso junto con Das Neue Leben en la Galería de arte de Berna y en el Museo de Artes Decorativas de Zúrich. 
También realizó varios viajes a Florencia y Siena. Inspirada por ellos realiza la serie de tapices Paisajes de Siena.
En 1921 diseñó por primera vez muebles para la Villa Suhaglia de sus amigos teósofos Aor e Ischa Schwaller.
A partir de finales de los años 1920, vivió en París, donde continuó diseñando y en 1926 Taeuber y Arp se trasladaron a Estrasburgo convirtiéndose en ciudadanos franceses. Junto con el artista holandés De Stijl, Theo van Doesburg, trabajaron hasta 1928 en la rehabilitación de un edificio de mediados del siglo XVIII en un complejo de restauración y ocio, con una sala de baile y un teatro, el Café de l’Aubette, pero el proyecto no gustó a los residentes y el interior fue modificado poco después de su restauración y lo que quedó del diseño inicial fue destruido después por los nazis.
En este mismo año Sophie realizó otros encargos de decoración. Con el dinero recibido en 1927 compraron un terreno en Clamart-Meudon donde construyeron una casa taller que ella misma diseñó. En ella se puede ver que los vacíos se organizan dentro de la fachada como signos dentro de la pintura abstracta. Le Corbusier, que conoció a la pareja y también conoció sus casas de piedra, tomará influencias de esta composición y generará un cambio en la dirección de su investigación formal.  OJO INVESTIGAR MÁS

En 1928 Taeuber y su esposo Jean Arp se trasladaron a París, donde vivieron hasta 1940 y donde Sophie participó en varias exposiciones junto a los surrealista. Formaron parte de los grupos constructivistas Cercle et Carré (1930) y Abstraction-création (1931-1934). En este periodo recibieron el apoyo de coleccionistas suizos que les compraron obras.

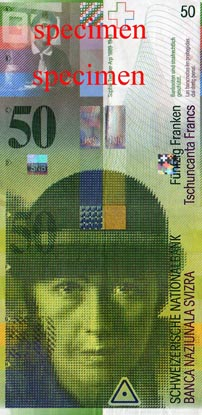
Billete de 50 francos suizos con la imagen de Sophie Taeuber

En 1935, el arquitecto Ludwig Hilberseimer, profesor de la Bauhaus, encargó a Sophie la que sería su última intervención conocida como arquitecta de interior: el proyecto para la cocina y el dormitorio de un piso, probablemente situado en Berlín. En este trabajo plasmó su experiencia en investigaciones previas, destacando el orden, la racionalización del espacio y la utilidad de los materiales
En 1937 formó parte de la exposición «Constructivists» de Georg Schmidt en el Museo de Arte de Basilea, donde expuso veinticuatro obras.  En esta misma época se unió al grupo suizo Allianz.
En 1937 impulsó y fue editora de la revista internacional de arte contemporáneo Plastique que se publicó en París y Nueva York hasta 1939.
En 1940 con la invasión nazi dejaron su hogar en Clamart-Meudon se trasladaron al sur de Francia. Taeuber-Arp, Sonia Delaunay y otros, crearon una colonia de artistas en Grasse, activa entre 1941 y 1943. Con Arp, Alberto Magnelli y Sonia Delaunay, hizo una serie de dos, tres o cuatro litografías, publicadas como un álbum en 1950.
En 1942 Sophie y Jean Arp regresaron a Zúrich con la esperanza de emigrar a Estados Unidos. Murió en 1943 por envenenamiento accidental con monóxido de carbono de una estufa de carbón.
En 1943, participó en The Exhibition by 31 Women que se realizó en la galería de arte de Peggy Guggenheim el Art of this Century en Nueva York.
Su imagen aparece en los billetes de 50 francos suizos desde 1995 siendo la única mujer cuyo retrato ha sido impreso en los billetes suizos.

## Sobre Taeuber
El nombre Sophie Taeuber-Arp ha permanecido oculto por mucho tiempo en la historia del arte. «Las dicotomías estilísticas y disciplinares de Taeuber no se volverán a ver en las vanguardias y casi se podría afirmar que no se han vuelto a ver a día de hoy. No obstante algo oscuro ocurre con su nombre, oculto por mucho tiempo.» señala la gestoral cultural Irene Calvo en uno de sus artículos que recuperan la historia y la obra de Taeuber.
«Hay que ser justos y reconocer que fue valorada tanto por su marido como por sus contemporáneos. Es después cuando los historiadores de arte y los museos no se interesan por ella. Su nombre queda para un círculo reducido aunque incondicional» señala la curadora Estrella de Diego que en 2009 comisarió una exposición de Sophie Taeuber para el Museo Picasso Málaga.
Es un encuentro casual y Arp se queda fascinado por esta mujer amable y serena que vive como el personaje de un libro de las horas, estudiosa en su trabajo y estudiosa en su sueño –escribirá en 1948-. Ella es entonces una joven profesora de la Escuela de Artes y Oficios de Zúrich y alumna brillante en las clases de danza expresiva de Rudolf Laban: bailar en libertad, bailar sin pasos; bailar como reclama el dadaísmo, movimiento que por esos momentos nace  en Zúrich y a cuyas reuniones se incorporan Arp y Taeuber muy pronto.
Dadaísta por convicción, la obra de Taeuber-Arp impresiona por la riqueza de sus disciplinas y la pluralidad de lenguajes artísticos. En sus obras podemos encontrar abstracción, pero también figuración, constructivismo… y con diferentes técnicas, bordados, óleos, esculturas.. Y todo bajo el parapeto del dadá.
En esos años fundacionales, sumergida en sus diferentes actividades, se va perfilando la artista complejísima que es Sophie Taeuber-Arp. De la Escuela de Artes Aplicadas aprende las fronteras rotas entre arte y artesanía que muestran sus tapices, aquellos que tanta influencia ejercen en el esposo, y aprende el valor del trazado geométrico presente en la que es su obra maestra en esos años, el Tríptico de 1918. Dadá le enseña la libertad patente en las fotografías que muestran a la artista actuando con las ropas diseñadas por ella misma, así como en las irónicas cabezas dadá o en las marionetas y la escenografía para la obra El Rey Ciervo del autor italiano Carlo Gozzi, donde geometría y humor encuentran su territorio común.
Así, en el contraste, se organiza la obra de esta creadora capaz de conciliar los extremos, a veces opuestos, que están en el origen mismo de lo moderno –figuración, abstracciones, dadaísmo, razón geométrica, artesanía, arte, serenidad, origen…- De hecho, si repasamos el relato fundacional de las vanguardias, el nombre de esta artista aparece asociado a los momentos clave de la formación de las modernidades. Solo con recordar los testimonios y los eventos del periodo 1915-1940 queda claro que Taeuber fue una parte vital de los mismos, funcionando a menudo como bisagra entre dos épocas, entre dos propuestas que en ella encuentran esa unión lógica y productiva. Desde el principio Kandinski, quien se refiere al trabajo de la creadora como una fuga. Las vanguardias hablaron de Taeuber con admiración, como performance dadá y como artista concreta. 
Hugo Ball decía de ella: “Todo alrededor de Taeuber es luminosidad de sol y el milagro que reemplaza a la tradición. Está llena de invención, de capricho y de extravagancia”
Es la idea de personaje polifacético –pintora, bailarina, escenógrafa, dibujante, diseñadora, disfrazada, surrealizante, dadaísta, arquitecta, profesora…- que comenta Hans Richter: «Sophie no era solo bailarina y profesora, sino ante todo una pintora abstracta moderna en una época en la que la pintura abstracta estaba aún en sus primeros balbuceos.»

## Galería

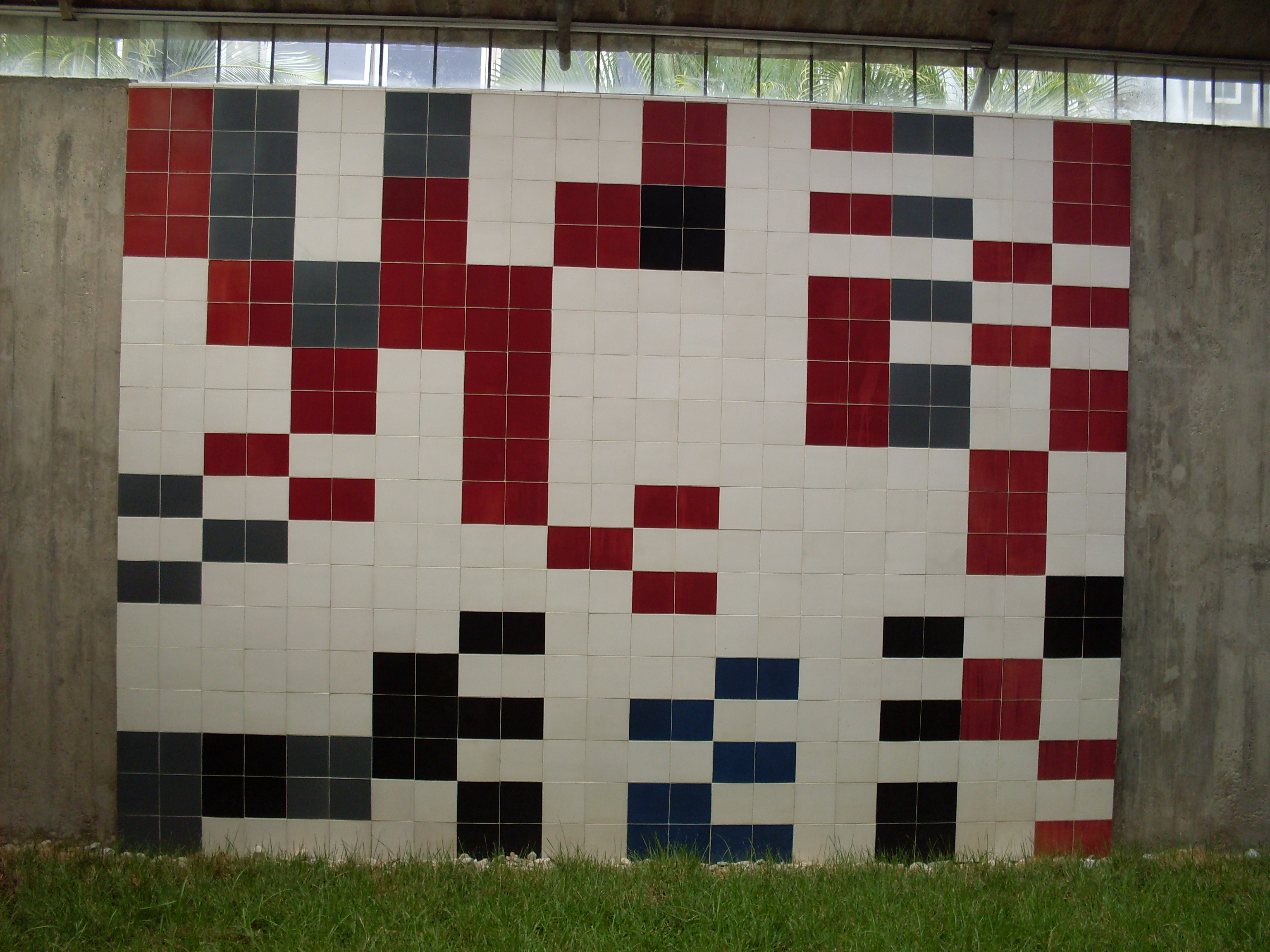
Mural de Sophie Taeuber-Arp Título: Sonoridad. Año: 1955. Ubicación: Biblioteca de psicología en la Universidad Central de Venezuela.

## Exposiciones
En 1937 Taeuber-Arp estuvo representando con numerosas obras en la exposición "Constructivistas" en la Kunsthalle de Basilea.

## Filmografía
Dos cortos producidos con motivo de la exposición en el Kunstmuseum Basel por Narrative Boutique GmbH en coproducción con el Kunstmuseum Basel, Andromeda Film y en colaboración con la colección de artes decorativas del Museo de Diseño de Zúrich. / ZHdK, Departamento de Cine y Artes Escénicas / ZHdK y Teatro de Marionetas de Basilea.
- Marionettes in Motion (7 minutos, Suiza, 2021) de Marina Rumyantseva,
- Lockdown Dada Dance (7 minutos, Suiza, 2021) de Anita Hugi y Patrick Lindenmaier.

## Reconocimientos
En 2007 se inauguró el Arp Museum Bahnhof Rolandseck de arte moderno y contemporáneo que reúne parte de su obra.
En 2009 el Museo Picaso Málaga presenta una muestra de la artista, comisariada por Estrella de Diego.
En 2020 la Tate Modern de Londres Tate Modern de Londres y finalmente el MoMA de Nueva York, la galería Hauser & Wirth organizó una muestra en línea con 30 de sus. obras.
En 2021 el Kunstmuseum Basel organizó una retrospectiva de su obra: Lived Abstraction. 